# Myles Kennedy
Myles Richard Kennedy (nascido Myles Richard Bass; Boston, 27 de novembro de 1969) é um músico cantor-compositor norte-americano mais conhecido por ser vocalista e guitarrista rítmico da banda de rock Alter Bridge, e também por ser vocalista da banda de Slash. Um ex-instrutor de guitarra originalmente da área de Spokane, Washington, Kennedy é conhecido por sua habilidade tanto como guitarrista e vocalista, possuindo um alcance vocal tenor que se estende por quatro oitavas.

## Carreira

### Primeiros anos: 1990-1993
Kennedy iniciou sua carreira em uma banda local chamada Spokane Bittersweet.
No início de sua carreira, Kennedy tocou guitarra com um grupo de Jazz chamado Cosmic Dust. O trabalho com a banda Cosmic Dust foi muito avançado, usando seu conhecimento de teoria de jazz em conjunto com sua habilidades técnicas avançadas, Kennedy criou o som da guitarra jazz tradicional combinada com um tom mais fusion-rock. Ele não só foi capaz de implicar mudanças de acordes na mosca (uma técnica de difícil utilizado no jazz), mas também partilhados com velocidade e precisão. Pouco tempo após o lançamento do único álbum em Cosmic Dust Journey,o baixista Clip Anderson deixou a banda e se mudar para Seattle, para ser substituído pelo baixista de Spokane Dave Turner. Antes disso, Kennedy estava trabalhando em uma nova banda que seria uma saída para o material original e eles estavam precisando de um baixista. Dave Turner se juntou á Kennedy, o guitarrista Craig Johnson, o Trompetista Geoff Miller e o baterista Mike Tschirgi para formar Citizen Swing.

### Citizen Swing: 1993-1996
Após a sua tarefa com Cosmic Dust, Kennedy, desde vocais e tocou guitarra para o Citizen Swing. página do MySpace dedicada à banda prevê faixas completas de "Motor Mama" e "Can't Complain", duas canções da banda, canções originais. A banda fez seu primeiro show no final de 1993 no Big Dipper, Spokane, WA e seu último show em junho de 1996. Eles lançaram dois álbuns intitulados "Cure Me With the Groove" e "Deep Down", respectivamente, o último dos quais foi auto-financiado e só podiam ser comprados em locais durante performances ao vivo da banda.
Kennedy tinha colaborado com os futuros membros do The Mayfield Four desde o Verão de 1995, e com a saída do baixista Cidadão Swing, no final de 1995 para perseguir a família e outros interesses, a porta foi aberta para Citizen Swing rolar para baixo e The Mayfield Four a subir .

### The Mayfield Four: 1996-2002
Em agosto de 1996, Kennedy se tornou o vocalista/guitarrista de The Mayfield Four, uma banda de Rock Alternativo formada em 1996 com os amigos de infância Zia Uddin, Marty Meisner, e Craig Johnson (também de Cidadão Swing). The Mayfield Four gostava muito de abrir o sucesso de bandas como Creed, Fuel, e muitos outros. Devido a razões não divulgadas. Craig Johnson foi demitido em 1999, a banda continuou como um trio, com um guitarrista substituto, mas membro da banda não oficial (Alessandro Cortini), até sua atuação final. Eles lançaram EP1 ao vivo e 2 álbuns completos,"Fallout" e "Second Skin", respectivamente. Embora popular, eles nunca ganharam exposição suficiente para invadir o grande momento.

### Alter Bridge: 2004
Depois de The Mayfield Four ter sido oficialmente dividido em 2004, dois anos depois, Myles Kennedy foi chamado por Mark Tremonti guitarrista do Creed pedindo para participar de uma nova banda que ele estava se formando desde que o Creed teve a pausa em 2004 a 2009 devido a problemas pessoais com o cantor "Scott Stapp". Em seguida, também composto por membros Creed "baterista Scott Phillips" e "Baixista Brian Marshall", a banda recém-formada "Alter Bridge" passou a lançar dois álbuns, "One Day Remains" e "Blackbird". A banda concluiu sua turnê Blackbird no final de 2008, está atualmente no processo de escrever canções para um futuro terceiro lançamento (sob o título de trabalho "Alter Bridge III". Um DVD ao vivo intitulado "Live from Amsterdam" ia ser lançado em 29 de setembro, mas teve problemas com a distribuição. Atualmente eles estão em estúdio trabalhando na composição e gravação das músicas para o "Alter Bridge III".No início de 2010, a banda entrou em estúdio para começar a fase de pré-produção do novo álbum. O novo disco do grupo, AB III, foi gravado entre fevereiro e abril de 2010, em Miami. O álbum conta com 14 faixas inéditas da banda e será lançado no dia 11 de outubro.

### Carreira solo: 2009
Kennedy confirmou que ele está trabalhando em um projeto solo, durante uma entrevista. Ele disse que o material é suposto som "sonhador". Ele também afirmou que está "intencionalmente tentando fazer um registro que não é agressivo", e depois acrescentou: "É mais do cantor/compositor base. Vou dizer que vai ser interessante." Mais tarde, ele revelou que ele tem cerca de 35 ou mais músicas para escolher para o álbum e que está actualmente a trabalhar no álbum. Enquanto isso, a banda "Creed" havia embarcado em 2009 sua turnê de reunião dos Estados Unidos em apoio do seu último álbum "Full Circle".
Kennedy no Bofest 2009 em 17 de outubro , onde realizou uma série músicas do Alter Bridge e The Mayfield Four, bem como quatro covers "Shooting Star do Bad Company", "Sweet Child O' Mine de Guns N' Roses, "Traveling Riverside Blues por Robert Johnson" e "a versão de Jeff Buckley da musica Hallelujah, originalmente por Leonard Cohen. Ele não executa qualquer material solo, mas afirmou que ele está actualmente a gravar o álbum em "Vancouver". Ele espera que seja no início de 2010, digitalmente e depois em CD.
Em Fevereiro de 2010 o guitarrista britânico anunciou três títulos de canções de seu álbum: "The Light of Day", "Complicated Man", e "The Bar Fly".

### 2011 - 2013
Myles está como vocalista do projeto solo de Slash agora atual 
guitarrista do Guns N' Roses, estão em turnê do CD solo de Slash lançado em 2010, e prometem um DVD para o final de 2011. Para 2012 Slash ainda vai contar com a colaboração de Myles para seu segundo Álbum solo, previsto para março de 2012.
O álbum foi lançado com o nome de Apocalyptic Love. E a banda tem o nome de Slash, Myles Kennedy and the Conspirators. Hoje Myles está integrado a banda formada por Slash.
Em 2012 o Grupo lançou o CD - Live at Wembley com vários sucessos da banda como "Blackbird", "Wonderful Life" e "Watch over you".
Em 2013 o grupo lançou o disco "The Story so Far", que é uma compilação dos maiores sucessos da banda.
O último álbum a ser lançado foi o "Fortress" em 30 de setembro de 2013 que contém músicas inéditas da banda.

### Rumor "Led Zeppelin"
De acordo com Dee Snider líder do "Twisted Sister", Kennedy estava de volta no final de 2008 com fortes rumores de ter sido escolhido como vocalista para turnê "Led Zeppelin" para a sua turnê de reunião. Embora esse rumor foi interrompido pelo próprio Kennedy recentemente. "Robert Plant" negou qualquer especulação de que ele estará participando na turnê, e destacou que ele não fará turnê novamente por mais dois anos. Devido a isso, ele foi falsamente rumores de que "Jimmy Page", "John Paul Jones" e "Jason Bonham" vinham supostamente ensaiando e gravando com Kennedy, possivelmente ao tentar persuadir Plant se juntar a eles. Quanto a Page, Jones e Bonham, Snider disse:
"Estamos todos ensaiando, estamos prontos para ir. Aqui está um zilhão de dólares sobre a mesa. Se você não fizer isso, nós vamos sair sem esta mixaria. E ele pode cantar a merda do Zeppelin.
Isto teve alimentou especulações de que Kennedy queria formar uma nova banda com os membros do Led Zeppelin, e relativamente a isto, durante uma entrevista com a Revista  "Kerrang!" em 2008, o guitarrista do Alter Bridge "Mark Tremonti" disse:
"Se algo assim viesse a acontecer, seria uma grande oportunidade e definitivamente não seria o fim do Alter Bridge. Myles é um trabalhador e nós podemos encontrar o tempo para entrar em estúdio no próximo ano, como planejado, poderíamos manter fluindo como se nada tivesse acontecido. Zeppelin são provavelmente a maior banda de rock de todos os tempos, ter rumores sobre o seu cantor cantando com eles não é uma coisa ruim! É uma coisa positiva para nós, em um nível de exposição. Assim, poderia funcionar como uma coisa boa para todos!"
Em uma entrevista mais recente, Kennedy confirmou que ele de fato ensaiou algumas vezes com os membros do Led Zeppelin, mas negou o boato de que ele estaria tocando com um grupo ou de frente com eles, dizendo: 
"Eu não estou cantando em Led Zeppelin ou qualquer ramo do Led Zeppelin, mas eu tive uma grande oportunidade e que era algo que eu sou muito grato. Mas Alter Bridge vai continuar, e é isso!".
Além disso, o gerente de Jimmy Page, Peter Mensch, que recentemente negou todos os rumores reunião com o Led Zeppelin, dizendo: 
"Led Zeppelin não mais. Se você não vê-los em 2007, vocês o perderam. Eu não posso ser mais claro do que isso". 
Quando perguntado sobre quais os cantores Page, Jones e Bonham estavam ensaiando com, Mensch disse:
"Eles tentaram alguns cantores, mas ninguém trabalhou o suficiente. Era isso. A coisa toda estava completamente acabada agora. Não há absolutamente nenhum plano para eles para continuar. Zero. Sinceramente, eu desejo toda a gente iria parar de falar sobre isso ".

### Outros trabalhos
Durante o seu cargo atual com Alter Bridge, Kennedy apareceu em "Fozzy" Álbum de 2005 "All Thet Remains" como vocalista convidado na canção "Nameless Faceless", e também aparece como co-vocalista do "Sevendust" música "Sorrow", do álbum de 2008 "Capítulo VII: Hope & Sorrow". Seu companheiro da banda Alter Bridge "Mark Tremonti" também aparece em ambos os álbuns, fazendo solos de guitarra na música "Hope" a partir do registro de "Sevendust", "Fozzy" e canção "The Way I Am". Kennedy também apareceu como convidado no DVD "Mark Tremonti: The Sound & The Story", lançado em 2008, para que ele, juntamente com vários músicos convidados, incluindo "Michael Angelo Batio" e "Troy Stetina", contribuem com uma lição e deu uma instrução em profundidade sobre a forma de jogar o seu solo de guitarra na faixa-título de Alter Bridge do álbum "Blackbird". No entanto, sua primeira aparição em um álbum foi provavelmente o seu aparecimento na canção "Breakthrough", de "Big Wreck". Ele também é o ex-guitarrista do turismo para o "death metal  da banda Sadus.
Em novembro de 2009, Kennedy gravou uma canção para "Slash" em seu disco solo "Slash & Friends". Slash declarou na sua página do Facebook "No estúdio com Myles Kennedy, Farrone Steve & Chris Chaney, fuckin 'rocking!". Kennedy gravou os vocais para a última faixa do álbum de Slash que será lançado no início de 2010.
Kennedy teve uma pequena participação no filme Rock Star como "Thor", um rapaz que estava na platéia de um dos shows da banda fictícia Steel Dragon, e é convidado a subir ao palco por "Izzi", estrelado por Mark Wahlberg, para cantarem juntos.
Desde 2010, e agora em 2011, Myles está em turnê mundial com Slash, como vocalista do último álbum do ex gunner.
15 de Maio de 2012, é Lançado o clipe da música You're a Lie,Myles Kennedy Participa Juntamente com Slash.

### 2014 - 2017
Após o lançamento do quarto album do Alter Bridge: Fortress, e turnê de divulgação, a banda para novamente e Myles embarca em mais um trabalho com Slash:
Em 15/09/2014 é lançado o album World on Fire, e Myles embarca novamente em turnê mundial de divulgação com o guitarrista.
Após o final da turnê, Myles Kennedy volta a trabalhar com o Alter Bridge para o lançamento de outro album.
Em 2016 o Alter Bridge lança o album "The Last Hero", muito bem aceito pela crítica, e em sequencia o Alter Bridge entra em turnê de divulgação.
Em 8 de setembro de 2017 o Alter Bridge lança seu segundo album ao vivo, Live at the O2 Arena, gravado no concerto em Londres, 2016.
Em especial, no ano de 2017, Myles Kennedy vem ao Brasil com o Alter Bridge pela primeira vez, um marco para os fãs da banda. Tocaram em Curitiba, São Paulo e Rio de Janeiro (no Rock in Rio), sendo os três shows muito bem aclamados e apesar de não muito populares no país, os fãs não deixaram de comparecer.
Nos dias 2 e 3 de outubro, o Alter Bridge tocou no Royal Albert Hall, em Londres, com o apoio da Parallax Orchestra, conduzida por Simon Dobson.

### Carreira solo:The Year of the Tiger2018
No fim de 2017, Myles Kennedy retoma seu projeto de álbum solo, e diz que estava pronto para lançar seu segundo trabalho. O primeiro, no entanto, não foi lançado, e segundo o mesmo dificilmente será.
Diferentemente do primeiro, o segundo álbum será lançado e tinha data marcada: 09/03/2018. O nome do álbum é The Year of the Tiger, e Myles Kennedy já divulgou clipe oficial da música titulo.
Segundo Myles, a música título fala sobre seu pai, que faleceu por sua religião não o permitir ir ao médico. 
Seu álbum The Ides of March foi eleito pela Loudwire como o 29º melhor álbum de rock/metal de 2021.